# Institut des sciences et industries du vivant et de l'environnement
De Institut des sciences et industries du vivant et de l'environnement, ook wel AgroParisTech, is een in 2007 opgerichte grande école (technische universiteit). in Parijs.

## Diploma
Mensen met een diploma van van de AgroParisTech worden bijvoorbeeld technisch manager of onderzoeker in een werkbouwkundige omgeving.
Diploma's die te behalen zijn:
- Ingenieursdiploma Master : 'Ingénieur AgroParisTech' (300 ECTS)
- Doctoraatsscholen
- Mastère Spécialisé, een eenjarige opleiding voor verdere specialisatie[3].

- Bibliothèque nationale de France: cb15558067z (data)
- International Standard Name Identifier: 0000 0001 2185 8223
- Library of Congress Control Number: n2011036658
- Système universitaire de documentation: 139408088
- Virtual International Authority File: 151733504